# Killing Floor (romance)
Killing Floor, em inglês no original (Do fundo do abismo em Portugal, Dinheiro sujo no Brasil), foi o romance de estreia de Lee Child, publicado pela primeira vez em 1997 pela Putnam. O livro ganhou o Anthony Award e o Barry Award de melhor primeiro romance. É também o primeiro livro a apresentar o personagem Jack Reacher. Está escrito na primeira pessoa.
O romance tem três prequelas: The Enemy (ambientado oito anos antes de Killing Floor e publicado em 2004), Night School (ambientado um ano antes de Killing Floor e publicado em 2016), e The Affair (ambientado seis meses antes de Killing Floor e publicado em 2011).

## Resumo do enredo
Jack Reacher, vindo da Florida num autocarro da Greyhound, sai na cidade (fictícia) de Margrave, na Geórgia, porque se lembra do seu irmão mencionar que um músico de blues chamado Blind Blake havia morrido ali. Surpreendentemente, após a sua chegada aquela cidade, é preso num restaurante local acusado do assassínio ocorrido na noite anterior, tendo o xerife Morrison declarado falsamente ter visto Reacher sair da cena do crime.
Preso na esquadra da polícia, Reacher conhece Finlay, o chefe dos detetives, e Roscoe, uma agente da policia que acredita que ele é inocente. Reacher convence Finlay a telefonar para o número escrito num pedaço de papel encontrado no sapato do morto; o número leva-os a Paul Hubble, um bancário que imediatamente confessa ser o autor do assassinato. Antes que provem o alibi de Reacher e que possa ser libertado, este e Hubble são transferidos para uma prisão estadual em Warburton, onde Reacher consegue evitar um atentado contra as vidas deles por uma Irmandade Ariana. Suspeitando que o vice-diretor da prisão lhes armou uma cilada, e após a libertação de ambos, Reacher junta-se à investigação de Finlay, enquanto Hubble é dado como morto após desaparecer da sua casa nesse dia.

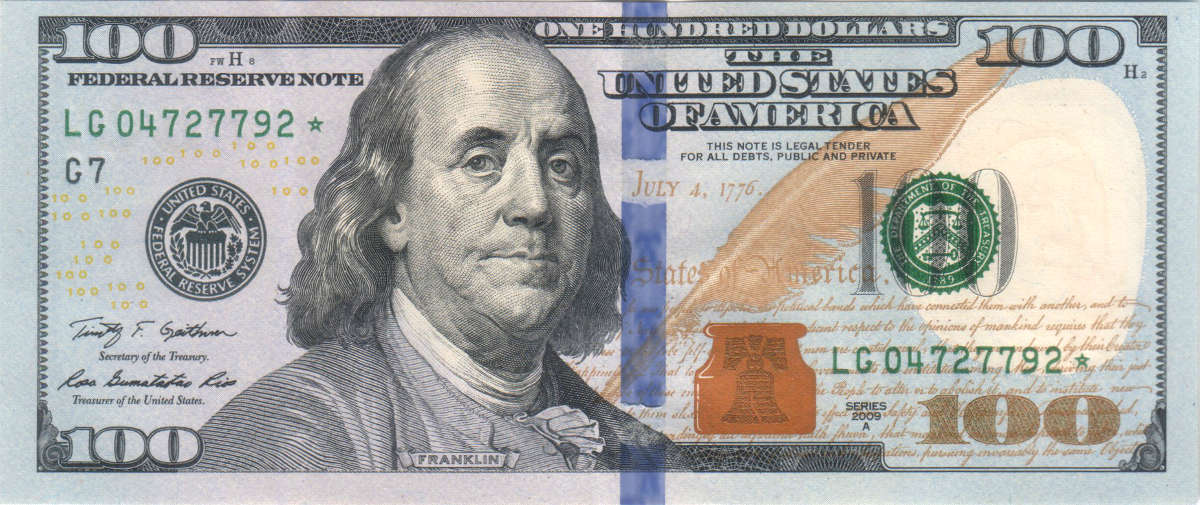
Nota de 100 dólares dos EUA, objeto de falsificação pelo gangue no enredo de Killing Floor

Reacher descobre que o homem assassinado é o seu irmão, Joe, que estava a realizar uma investigação sobre um esquema de falsificação de moeda operada pela família Kliner sob a proteção de Morrison, de vários polícias corruptos e do mayor, Grover Teale. Logo a seguir é encontrado um segundo cadáver, do motorista Sherman Stoller, e Morrison e a esposa dele são brutalmente assassinados. Roscoe pensa que os Kliners estão a usar Margrave como um centro de distribuição do dinheiro falsificado, mas tal é refutado quando Reacher revista um dos camiões do gangue e o encontra vazio. Então percebe que o que acontece é o oposto: os Kliners estão a acumular o dinheiro no armazém deles aguardando o enfraquecimento da fiscalização pela Guarda Costeira que cortou o fornecimento de notas de dólares para a Venezuela para serem falsificadas em notas de 100 dólares, planeando o gangue retomar a distribuição assim que a operação de fiscalização seja restringida como uma medida de redução de custos por parte do Governo.
Tendo enviado a família de Hubble para um esconderijo com a ajuda de um agente do FBI, para protegê-los de Kliner, Reacher mata o filho de Kliner e vários capangas após atraí-los para uma emboscada. Então informa Finlay sobre o segredo por trás da operação de Kliner, que o seu irmão estava a tentar provar: para obter o papel especial necessário para fazer falsificações indetectáveis, os criminosos contrataram Hubble para recolher centenas de milhares de notas usadas de $1 e enviá-las por via marítima para a Venezuela para remover a tinta sendo depois usadas para fazer notas falsas de $100. No entanto, quando retornam a Margrave, Reacher e Finlay são capturados por Kliner, por Teale e pelo corrupto agente do FBI, Picard, revelando este que tem acompanhado o progresso da investigação policial e que Roscoe e a família de Hubble estão reféns. Kliner revela que Hubble não está morto, mas escondido, e ameaça matar os reféns a menos que Reacher o encontre.
Na viagem para encontrar Hubble, Reacher encena uma distração e mata os acompanhantes de Picard, antes de aparentemente matar este com um tiro. Consegue a seguir encontrar Hubble num motel próximo e trá-lo de volta para Margrave. Libertam Finlay que se encontrava preso na esquadra e procuram os reféns no armazém de Kliner. Reacher mata um policial sujo chamado Baker, dispara sobre Teale e Kliner e ateia fogo à montanha de dinheiro. Picard ferido surge inesperadamente surpreendendo Reacher, mas Finlay empata-o o suficiente para Reacher o matar. O grupo de Reacher então foge enquanto o armazém cheio de notas de $1 explode com o incêndio, e Reacher acaba a noite junto a Roscoe. Percebendo que suas ações atrairão muita atenção indesejada das autoridades, Reacher decide deixar Margrave e a Geórgia. Roscoe dá-lhe um último presente: uma foto do seu irmão recuperada de uma das vítimas de Kliner.

## Adaptação
O livro serviu de base ao guião da primeira temporada da série de TV Reacher, produzida pela Skydance Television, Paramount Television Studios, Blackjack Films e Amazon Studios para Amazon Prime Video. Esta série estreou em fevereiro de 2022.

## Prémios e nomeações
- Vencedor do Anthony Award de 1998, Melhor Primeiro Romance [2]
- Vencedor do Barry Award de 1998, Melhor Primeiro Romance [3]
- Nomeado ao Prémio Dilys de 1998 [4]
- Em 1998, nomeado ao Prémio Macavity, Melhor Primeiro Romance de Mistério [5]
- Vencedor do Prémio Japan Adventure Fiction Association de 2000, melhor romance traduzido [6]